# .bt
.btは、国別コードトップレベルドメイン(ccTLD)の一つで、ブータンに割り当てられている。
現在はBhutan Telecom Limitedによって管理されている。